# Randy Hansen
Randy Hansen (né le 8 décembre 1954 à Seattle, Washington) est un guitariste américain, surtout connu pour son « Rock Tribute Act » honorant Jimi Hendrix,,.  

## Biographie
En 1979, Randy Hansen compose dix-sept minutes de la bande originale du film Apocalypse Now (récompensé d'un « Academy Award Winner » en 1980 pour le meilleur son).  
Son premier album sort en 1980 chez Capitol Records et est enregistré aux Automatt Studios (en) de San Francisco avec Scott Rosburg à la basse et au chant et Charles Tapp à la batterie et au chant. Cette formation donne deux tournées nord-américaines qui comprennent plusieurs concerts colossaux avec Bob Seger, Sammy Hagar, REO Speedwagon, Head East (en), Triumph, Poco et Blue Öyster Cult. 
En 1984, Hansen imite Jimi Hendrix dans le clip de la reprise par Devo de Are You Experienced?. Cette même année, il co-écrit la chanson State of Shock avec Michael Jackson. 
En 1991, il joue avec le comédien Sam Kinison (en).

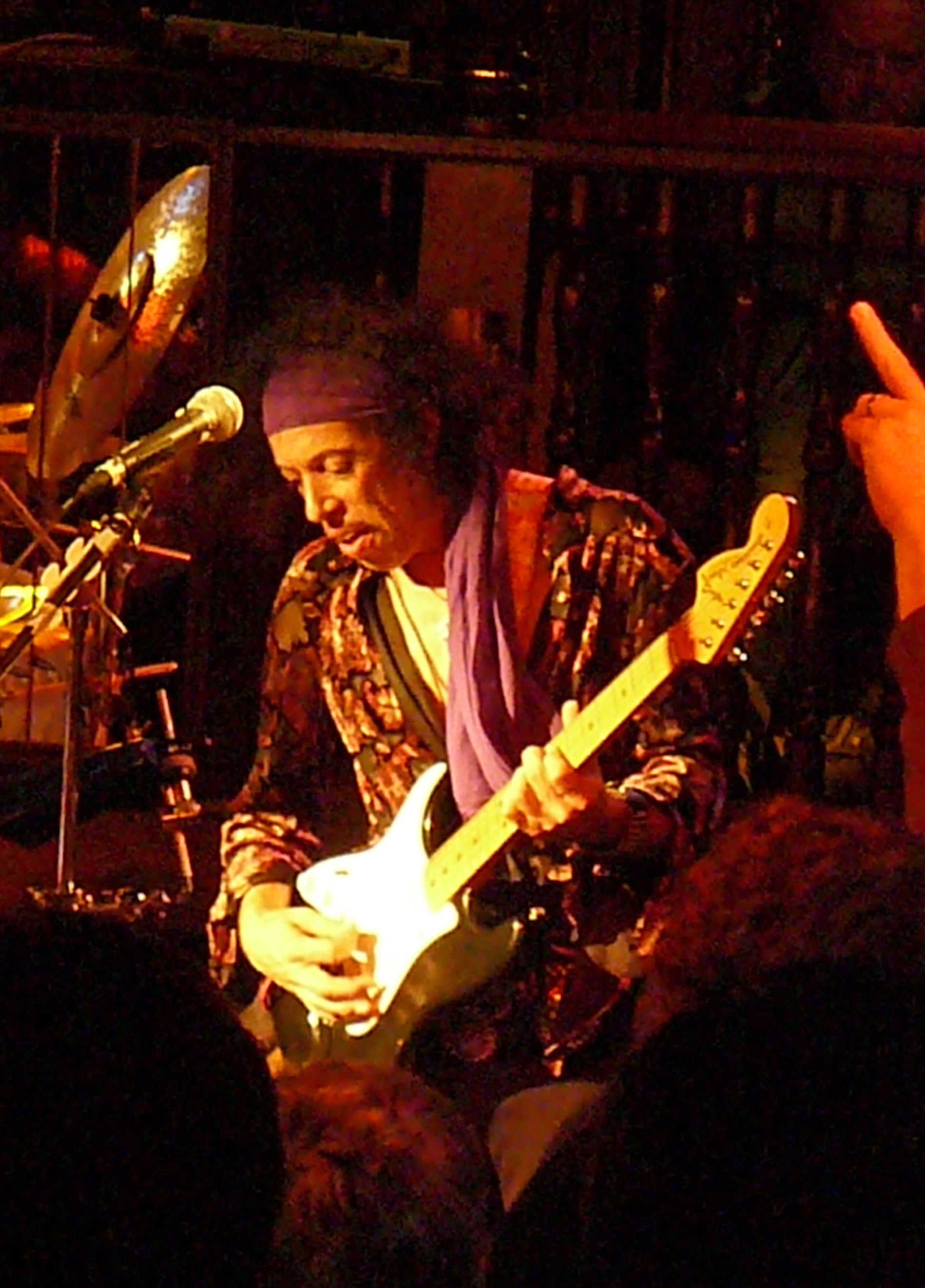
Randy Hansen le 20 novembre 2010 à Freudenburg

Entre 1977 et 1980, Hansen se fait connaitre par ses reprises de Hendrix au sein du Randy Hansen's Machine Gun, avec Larry Epperly à la basse et Tim Kelliher à la batterie. Tous les trois avaient déjà fait partie d'un groupe appelé Kid Chrysler and the Cruisers. Machine Gun de Hansen joue lors de concerts avec Heart, The Kinks, Stevie Ray Vaughan et d'autres, et fait l'objet d'articles dans Rolling Stone et Guitar Player.
Après son premier album, Hansen continue à mettre l'accent sur ses compositions originales dans le style de Jimi Hendrix, en plus d'inclure un grand nombre de compositions d'Hendrix au cours de ses concerts. L'un des moments forts de sa carrière a lieu lorsqu'il donne une courte série de concerts avec un groupe qui comprend le batteur original de Jimi Hendrix Experience, Mitch Mitchell, et également Buddy Miles de Jimi Hendrix et du Band of Gypsys.  
Depuis 1991, Hansen donne des tournées en Europe chaque printemps et automne avec Manni von Bohr (de) à la batterie (lequel joue par ailleurs avec Thomas Blug, un autre émule de Jimi Hendrix) et Ufo Walter (de) à la basse, en plus de participer en été à des festivals de concerts en plein air. Hansen continue aussi de se produire en tant qu'artiste solo dans le nord-ouest du Pacifique et ailleurs aux États-Unis.

Comme son idole Jimi Hendrix, Randy Hansen n'hésite pas à jouer de la guitare avec ses dents, parfois porté par le public.

Ducsaal de Freudenburg le 20 novembre 2010
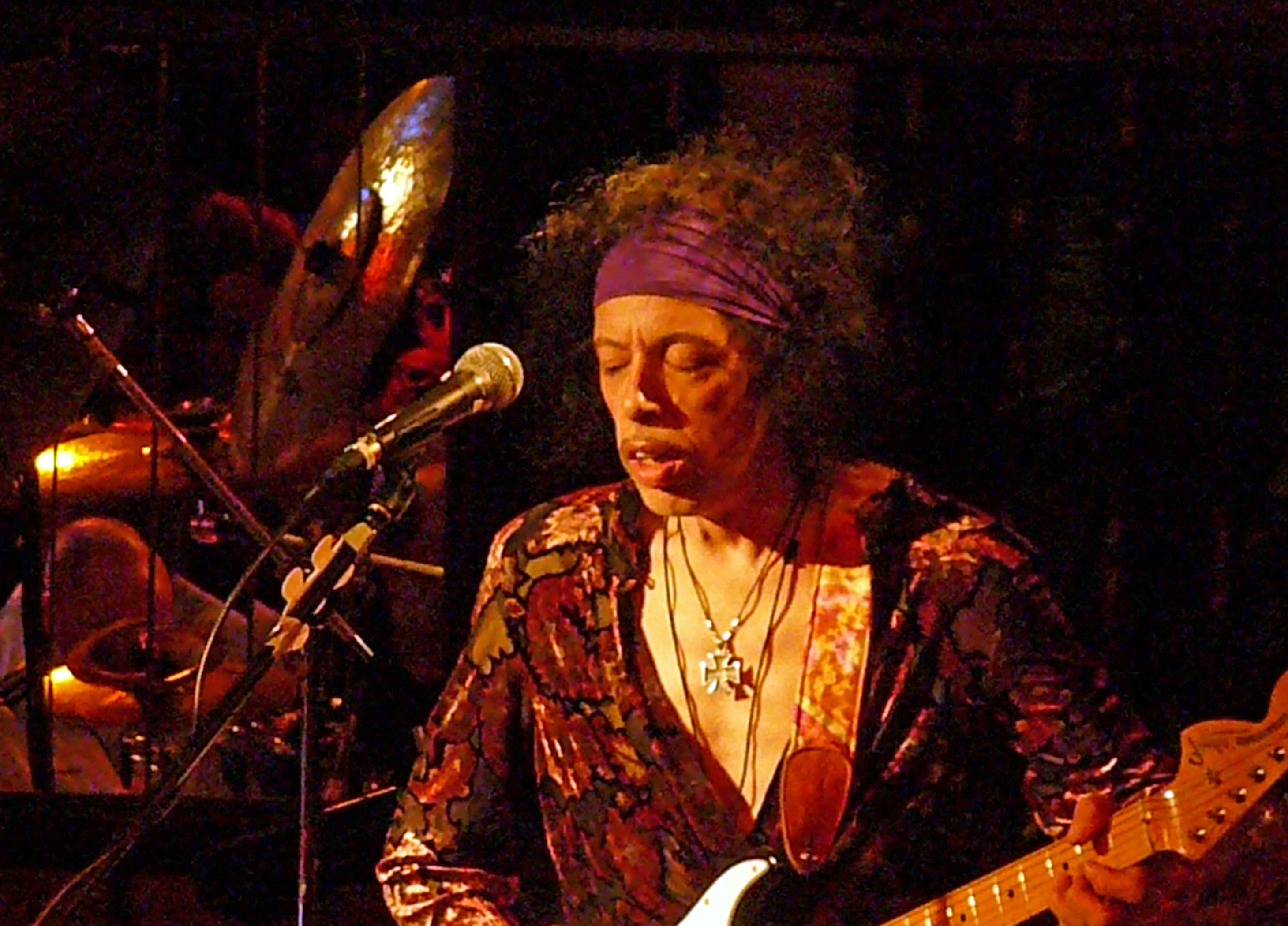
Randy Hansen lors d'un solo de guitare
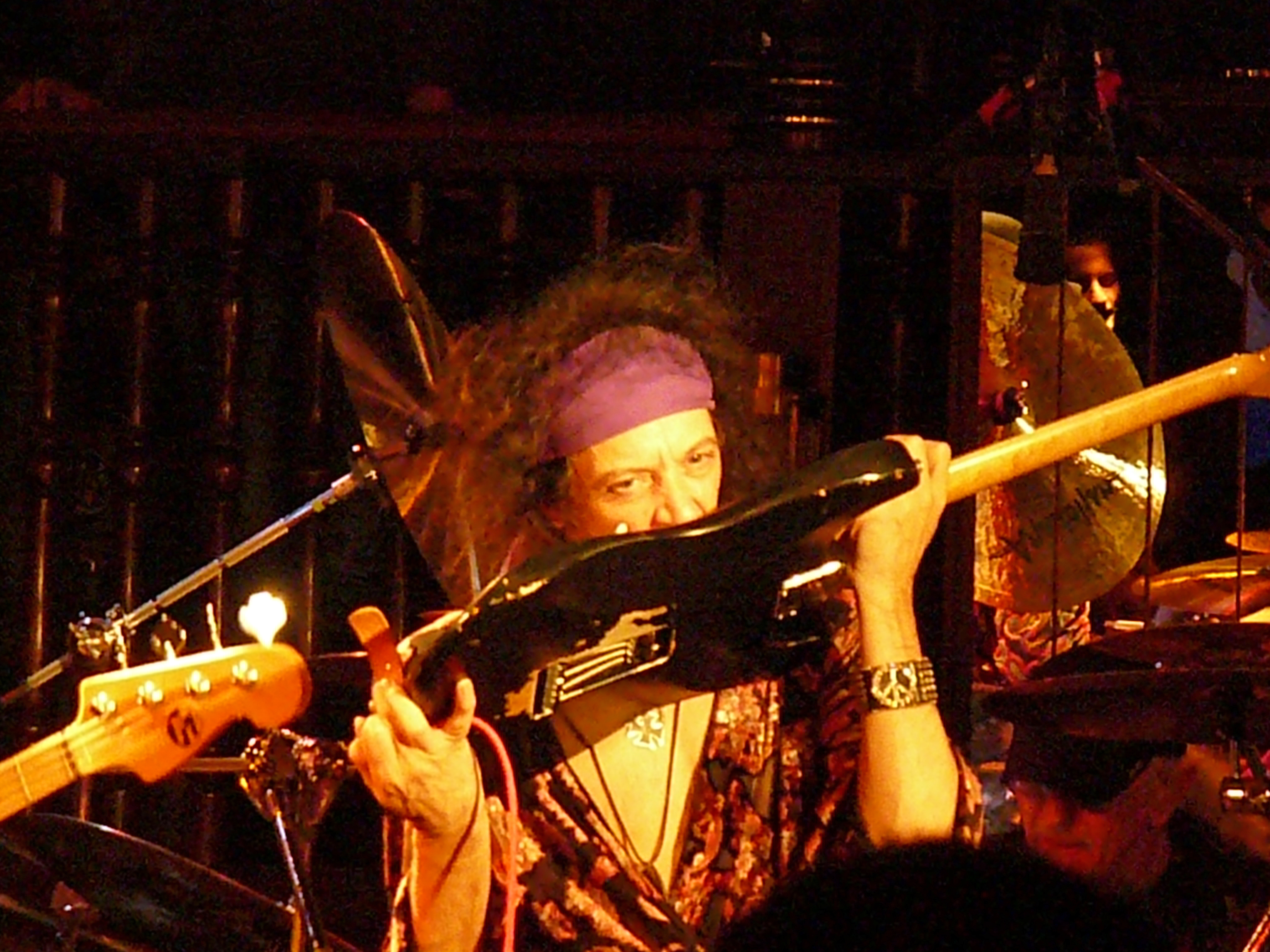
Randy Hansen joue de la guitare avec ses dents
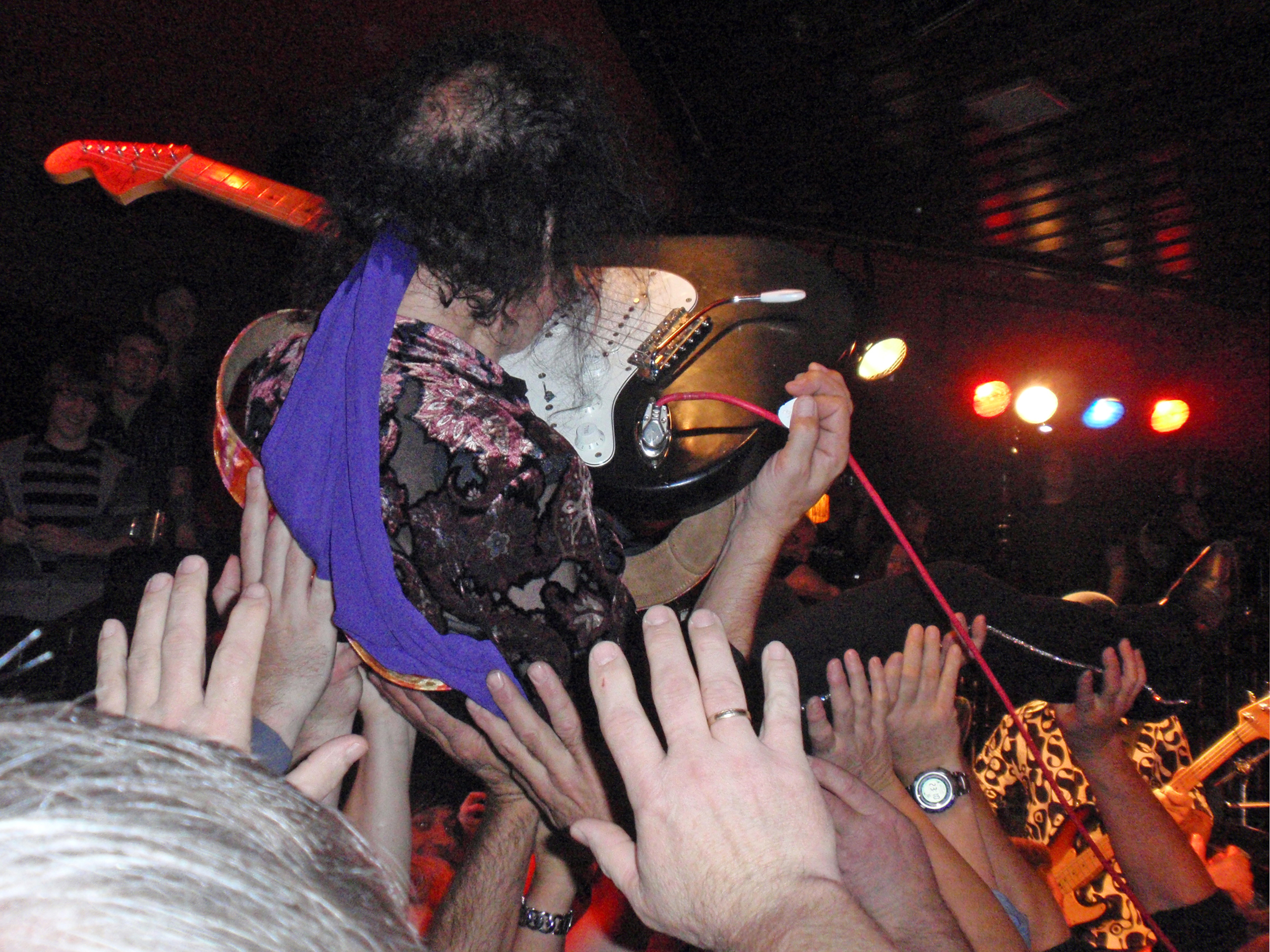
Porté par la foule, Randy Hansen joue de la guitare avec ses dents
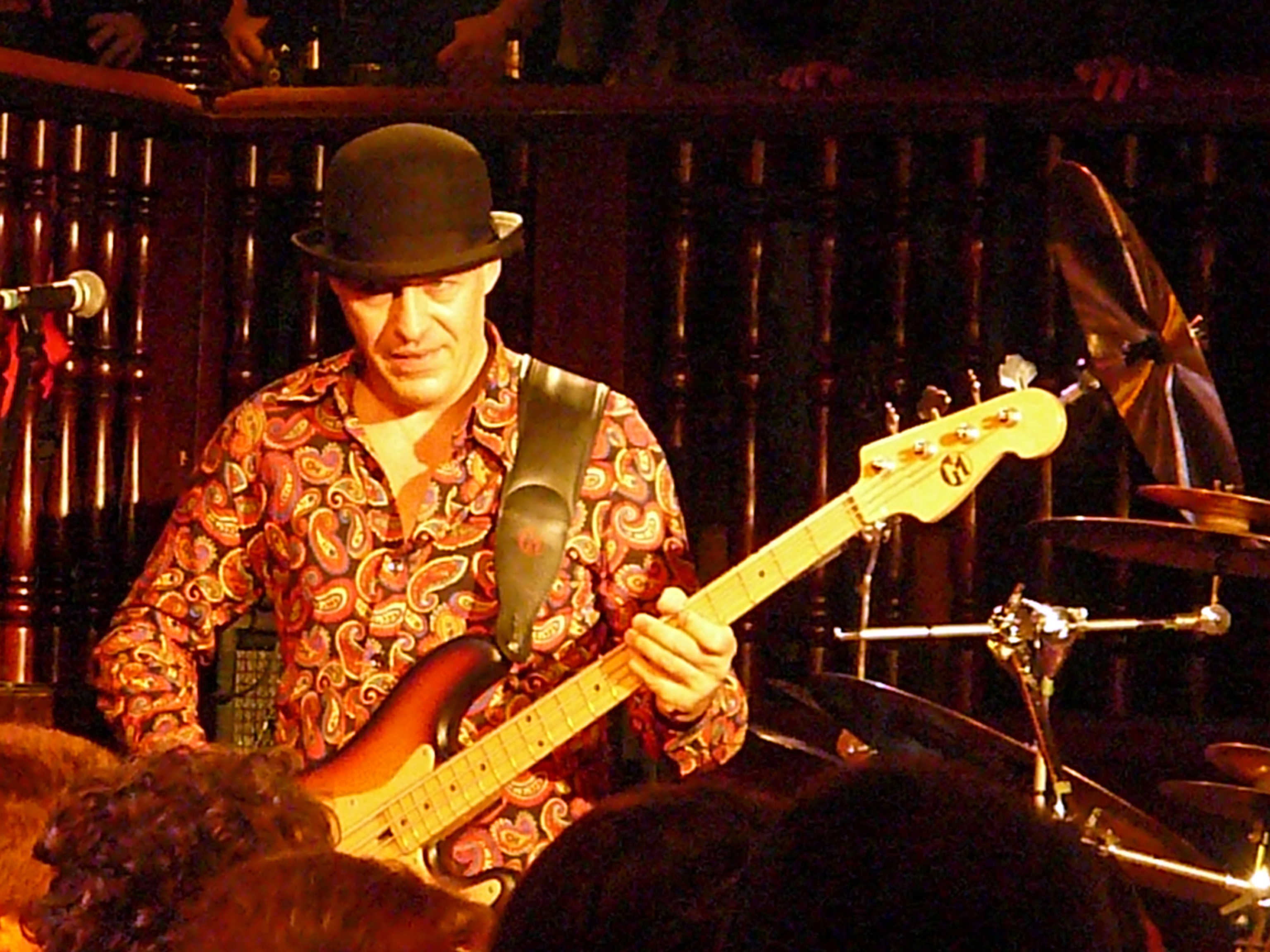
Ufo Walter à la basse
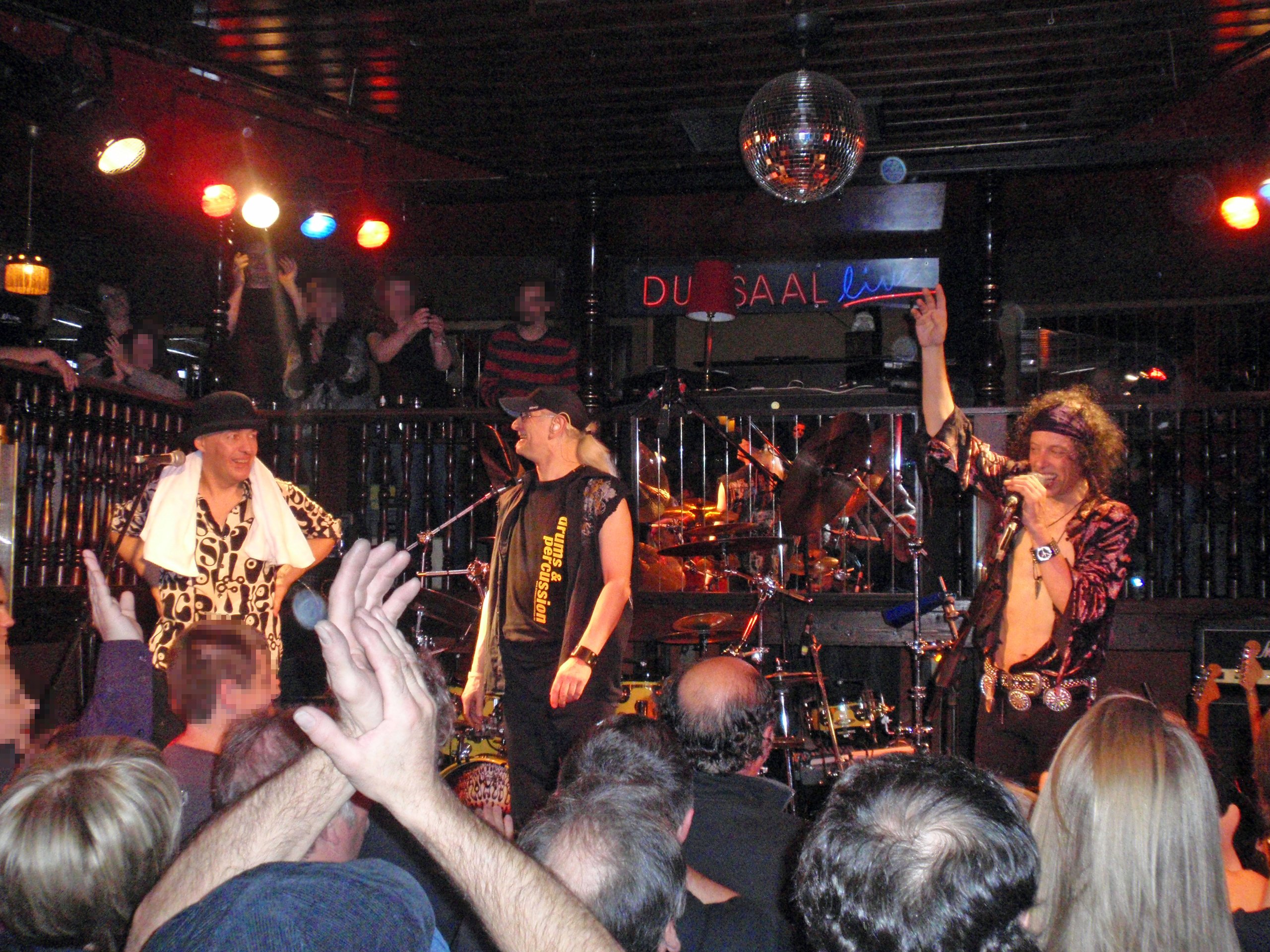
Ufo Walter (basse), Manni von Bohr (batterie) et Randy Hansen saluent le public

En 2010, il donne une tournée de concerts avec le guitariste Leon Hendrix, frère de Jimi.
Randy Hansen a auto-édité quatre CD de musique originale, tous disponibles en ligne - Old Dogs New Tricks, Good Intentions, Tower of Love et Funtown, ce dernier publié chez le label allemand Jazzhaus. Il vit toujours à Seattle.  
Depuis 2008, Hansen est sur la liste de Gen-X Entertainment Intl. Inc., qui représente également des groupes allant des Amazing Rhythm Aces à la formation actuelle de Jefferson Starship. 

## Discographie

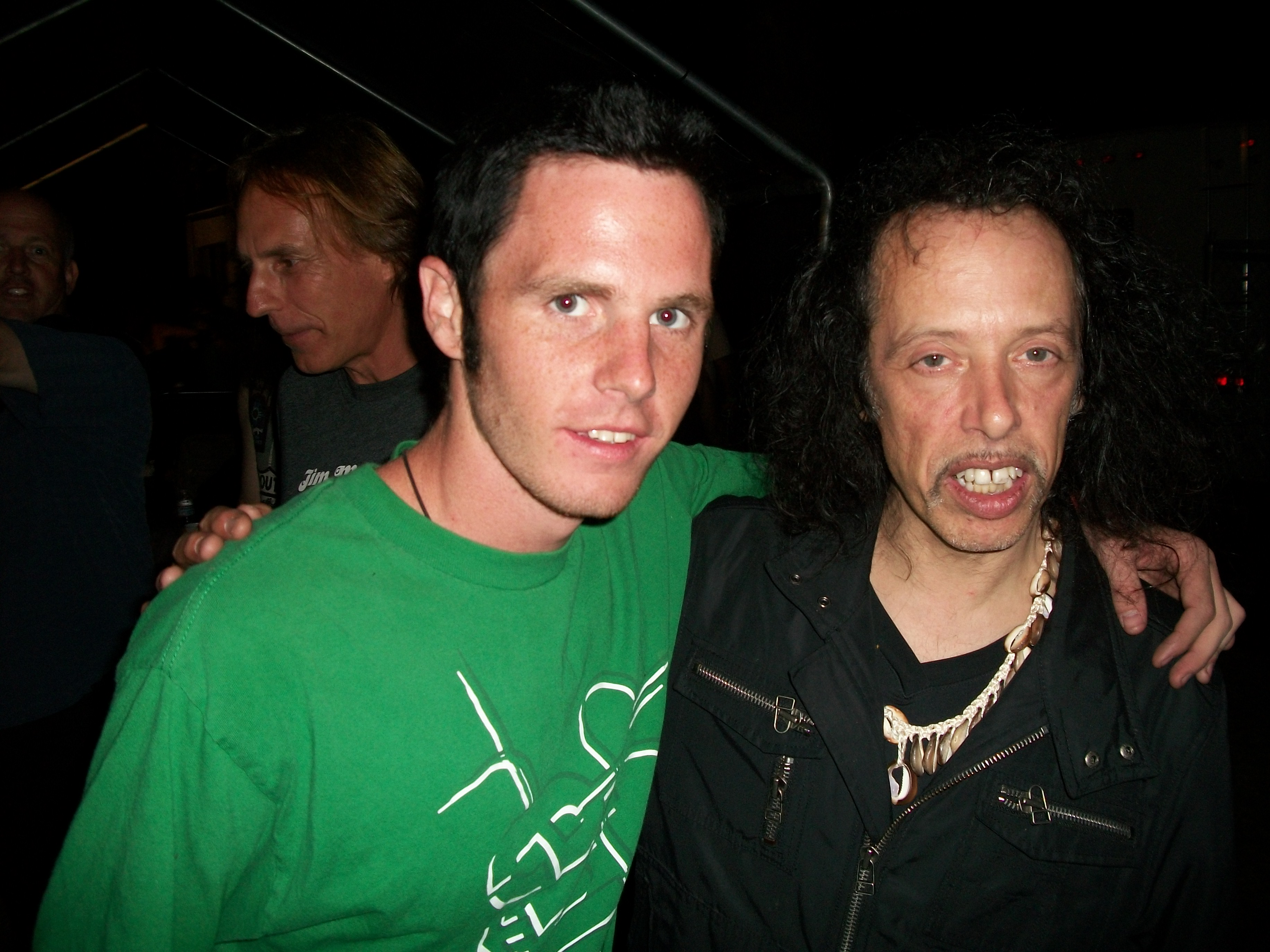
Randy avec le patineur Steven Dubois au concert Legends of Rock à Irvine Lake (Californie) en septembre 2009.

- Randy Hansen, (Now Hear This, 1971)
- Randy Hansen (Capitol Records, 1980)
- Monster (Herbie Hancock album) (Columbia Records, 1980)
- Astral Projektion (Shrapnel Records, 1983)
- Classics Live- "A tribute to Jimi Hendrix" (Ananaz Records, 1992)
- Metal Classics no.2 Want to Take You Higher 1990
- Hendrix by Hansen (Grooveyard / Affengeil Records, 1993)
- Old Dogs New Tricks (Grooveyard / Green Tree Records, 1997)
- Thinking Of You' ' (Rudolf Music 2000)
- Tower Of Love (Grooveyard / Manni v. Bohr, 2000)
- Good Intentions (Grooveyard / Manni v. Bohr, 2003)
- Alter Ego (Randy Hansen, 2004)
- Live in Berlin DVD (Grooveyard, 2005)
- European Tour 2008 - Hendrix Live
- Live In Boston - December 1980 (Rudolf Music, 2008)